# 最棒黨
最棒黨是一冰島政黨，由冰島搞笑藝人約恩·格納爾在2009年所成立，並在2010年雷克雅維克市議會改選後成為市議會最大黨，格納爾擔任雷克雅維克市長，這一結果被視為民眾在金融海嘯後普遍對既有政黨的不滿。

## 政治定位
最棒黨主席格納爾表示：「大家都不用擔心『最棒黨』，因為我們就是最棒的。我們也只要最棒的，不然我們會被稱為『最爛黨』（the Worst Party）或『壞蛋黨』（the Bad Party）。」黨歌是美國搖滾女歌手蒂娜·特纳的《就是最棒的》（Simply the Best）。
身為諷刺時政的笑話政黨，在2010年選舉大獲全勝後，該黨也開始變得認真起來，在許多議題上都偏向左翼。雖然格納爾本人是無政府主義者，但是整個政黨立場仍接近中間偏左。

## 2010年雷克雅維克選舉
最棒黨主要政見是清廉、在市立游泳池提供免費毛巾、市立動物園裡引進北極熊、興建迪士尼樂園，並使用Youtube宣傳政見。選舉結果獲得34.7%選票，打敗獨立黨的33.6%，在市議會15席裡獲得6席，一舉成為最大黨並讓黨主席格納爾當上雷克雅維克市長。
冰島總理約翰娜·西於爾扎多蒂便說「最棒黨的勝利可能顯示冰島傳統以來的4黨體制已經結束。」